# جابالي
جابالي (Жабаљ) هي مدينة وبلدية في جنوب باكا في مقاطعة فويفودينا ذاتية الحكم في صربيا. ويبلغ عدد سكان البلدة 9,107 نسمة، والبلدية 25,777 نسمة. وهي تقع في الجزء الجنوبي الشرقي من باتشكا، والمعروفة باسم شايكاشكا.

## الاسم
جاء اسمها من الكلمة الصربية "žaba" / жаба («الضفدع»). في الصربية، تعرف البلدة باسم جابالي (Жабаљ)، في المجرية كما جابليا Zsablya أو يوجيفالفا Józseffalva (بين عامي 1886 و 1919)، في الألمانية باسم يوزفدورف Josefdorf، والكرواتية باسم جابالي Žabalj.

## أعلام
- لاسلو ديك